# 24 часа (фильм, 2002)
«24 часа» (англ. Trapped) — триллер 2002 года бразильского режиссёра Луиса Мандоки по бестселлеру американского писателя Грега Айлса «24 часа».

## Сюжет
Джо Хики (Кевин Бейкон), человек, который занимается похищением детей богатых семей с целью выкупа. Ему в этом помогают его жена Шерил (Кортни Лав) и кузен Марвин. Дженингс — типичная счастливая семья: Уилл, муж и отец, врач-исследователь, который сделал перерыв в карьере и запатентовал новые анестетики, Карен, жена и мать, бывшая медсестра, и их дочь Эбигейл, которая больна астмой. И вот дочь похищена Хики и Марвином.
Во время съёмок фильма от обширного инфаркта скончался кинооператор Пётр Собоциньский, памяти которого и посвящена картина.

## В ролях
| Актёр              | Роль             |
| ------------------ | ---------------- |
| Шарлиз Терон       | Карен Дженингс   |
| Стюарт Таунсенд    | Уильям Дженингс  |
| Кортни Лав         | Шерил Хики       |
| Кевин Бейкон       | Джо Хики         |
| Пруитт Тейлор Винс | Джой Марвин      |
| Дакота Фэннинг     | Эбигейл Дженингс |